# ForMe+You
ForMe+You (укр. ДляМене+Тебе) — другий мікстейп американського музиканта Остіна Махона. Випущений 30 грудня 2016 року лейблом BMG Rights Management. У записі мікстейпу взяли участь троє запрошених артистів - Juicy J, Pitbull і 2 Chainz.

## Список треків
| #     | Назва                                  | Тривалість |
| ----- | -------------------------------------- | ---------- |
| 1.    | «Love at Night» (за участі Juicy J)    | 3:06       |
| 2.    | «Pretty and Young»                     | 3:05       |
| 3.    | «Lady» (за участі Pitbull)             | 3:31       |
| 4.    | «Better with You»                      | 3:54       |
| 5.    | «Double Up»                            | 3:15       |
| 6.    | «Wait Around»                          | 4:14       |
| 7.    | «Except for Us»                        | 2:51       |
| 8.    | «Shake It for Me» (за участі 2 Chainz) | 3:54       |
| 27:50 |                                        |            |

## Історія випуску
| Регіон | Дата           | Формат               | Прим. |
| ------ | -------------- | -------------------- | ----- |
| Світ   | 30 грудня 2016 | Цифрове завантаження | [ 1 ] |